# Melantrichova
Melantrichova ulice na Starém Městě v Praze spojuje ulici Na Můstku a Rytířskou se Staroměstským náměstím. Nazvána je podle významného českého renesančního tiskaře a nakladatele Jiřího Melantricha z Aventina (asi 1511–1580).

## Historie a názvy
Ulice vznikla ve 14. století a měla různé názvy:
- od 14. století – "Junošova" podle Jana Junoše, majitele domu čp. 504, který byl v roce 1322 rychtářem,
- 15. – 17. století – "Kunšova" podle Kuneše z Bělovic, následníka Jana Žižky
- 18. století – "Schwefelgasse" nebo "Sirková", protože se v ulici prodávala síra
- od roku 1894 – název "Melantrichova".

## Budovy, firmy a instituce
- Dům U Dvou červených lvů – Melantrichova 1[2]
- Městská spořitelna pražská  – Melantrichova 2
- Dům U Hlavů – Melantrichova 3[3]
- Dům U Mrázů – Melantrichova 5,[4] hotel Melantrich
- Dům U Tří divokých hus – Melantrichova 7[5]
- Dům U Zlatého lva – Melantrichova 9[6]
- Restaurace U Dvou sester – Melantrichova 10[7], na místě někdejšího Melantrichova domu
- Dům U Pěti korun – Melantrichova 11[8]
- Dům U Zelené lípy (U Zlaté svině) – Melantrichova 12;[9] bydlel zde Jan Marcus Marci, pamětní deska s bustou od Lumíra Šindeláře
- Dům U Košíku – Melantrichova 13
- Dům U Zlatého rumpálu (U Šermířů) – Melantrichova 14[10]
- Dům U Svatých Tří králů (Teyflův dům) – Melantrichova 15, restaurace Country Life[11]
- Klášter servitů (zaniklý) – Melantrichova 17, 19 a 21
- Dům U Stříbrné konvice – Melantrichova 18[12]
- Dům U Zlaté konvice – Melantrichova 20[13]